# Collegium Sapientiae (Freiburg im Breisgau)

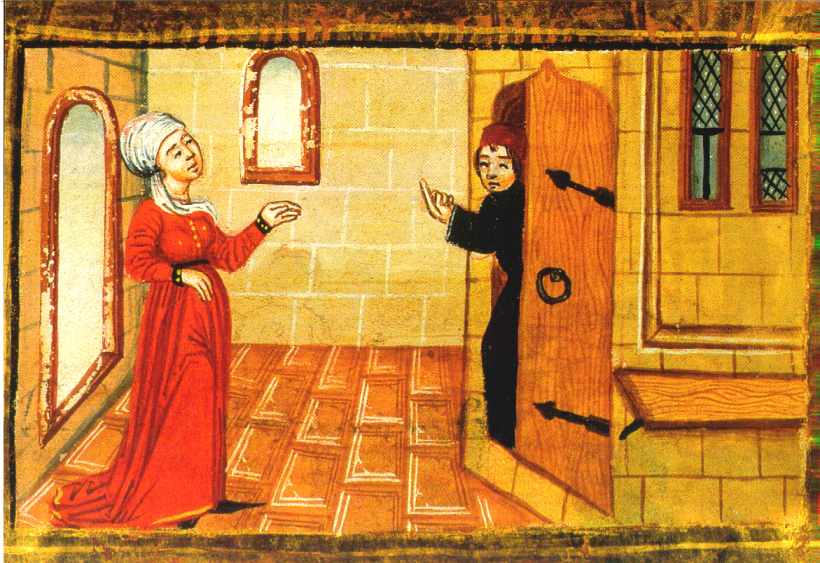
Abbildung aus den Statuta Collegii Sapientiae von 1495

Das Collegium Sapientiae (lat., „Kolleg der Weisheit“), auch Sapienz genannt, ist das älteste Studentenwohnheim in Freiburg im Breisgau.

## Geschichte

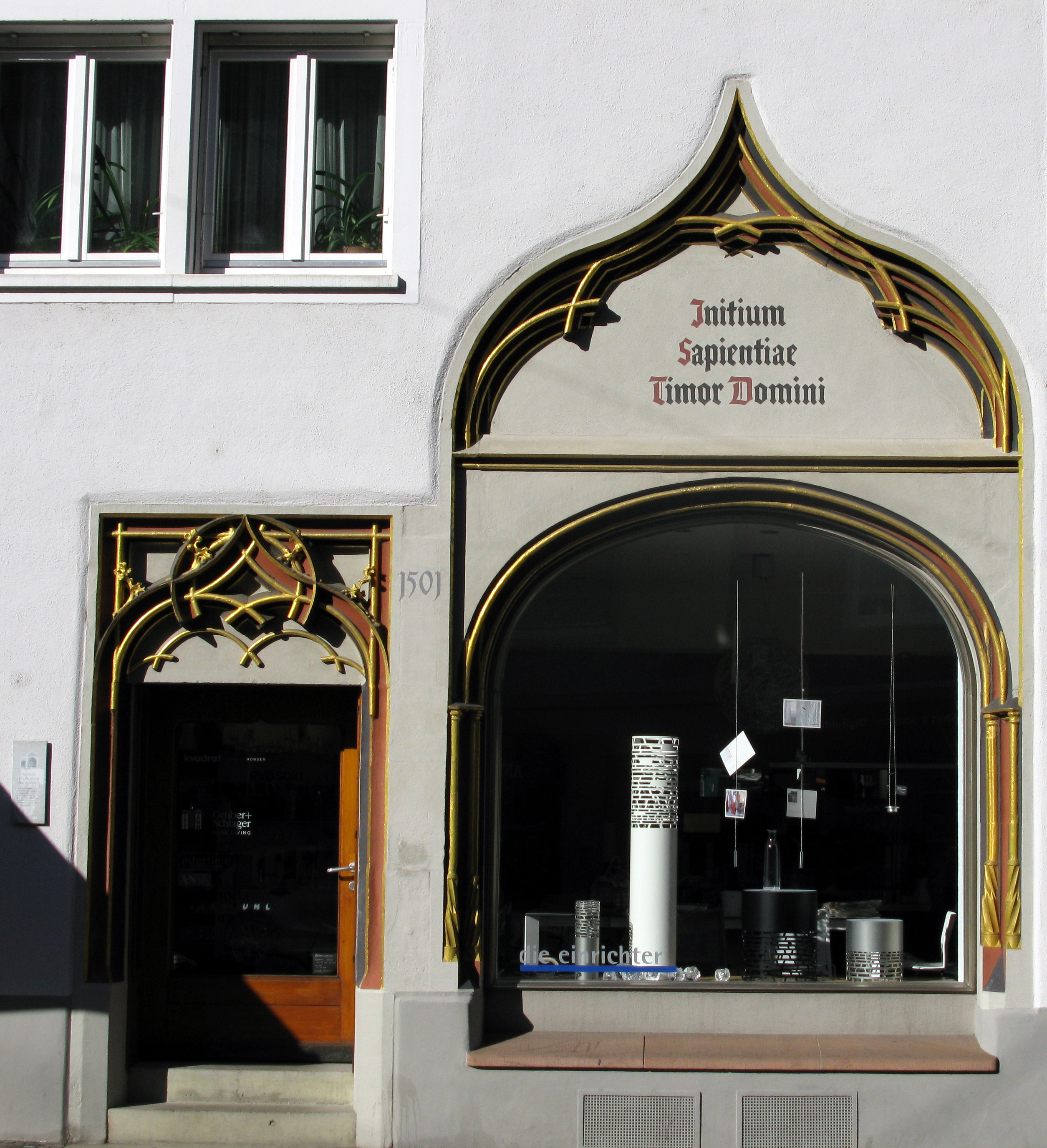
Teile des alten Collegium Sapientiae in der Herrenstraße

Es wurde aufgrund einer testamentarischen Verfügung aus dem Jahr 1495 von Johannes Kerer gegründet, der Universitätslehrer, Münsterpfarrer und später auch Weihbischof von Augsburg war. Es bot Kost und Logis für zwölf mittellose Studenten. Kerer schuf damit eine Einrichtung, die für Studenten in Freiburg das bot, was er selbst während seines Studiums in Heidelberg erfahren hatte: Ein Stipendium für begabte, aber mittellose junge Menschen. Die Statuten (Statuta Collegii Sapientiae) der Burse in der Herrenstraße arbeitete er zwischen 1496 und 1501 selbst aus.
Das Haus hat eine wechselvolle Geschichte: In den 70er Jahren des 18. Jahrhunderts wurde das Stiftungshaus neben die Universitätskirche verlegt und die „Alte Sapienz“ 1775 durch die Universität versteigert. Es folgte der Umbau zu einem Spital, das durch eine Stiftung von Katharina Egg und Johann Christian Wentzinger möglich wurde. Nach einem Klinikneubau wurde das Haus 1829 verkauft und zu einem Wohnhaus umgewandelt. Im Zweiten Weltkrieg wurde es vollständig zerstört. Heute sind an einem danach entstandenen Neubau wenige spätgotische Fassadenreste zu sehen: Eine kielbogige Tordurchfahrt (heute Schaufenster) und das Gewände einer kleinen Tür.
Die Unterkunft der Stipendiaten bei der Universitätskirche musste Ende des 18. Jahrhunderts aufgegeben werden, als das dortige Gebäude von der Universität für eigene Zwecke erworben wurde. Übrig blieb eine reine Studienstiftung, die auch heute noch besteht.

## Das Collegium Sapientiae heute

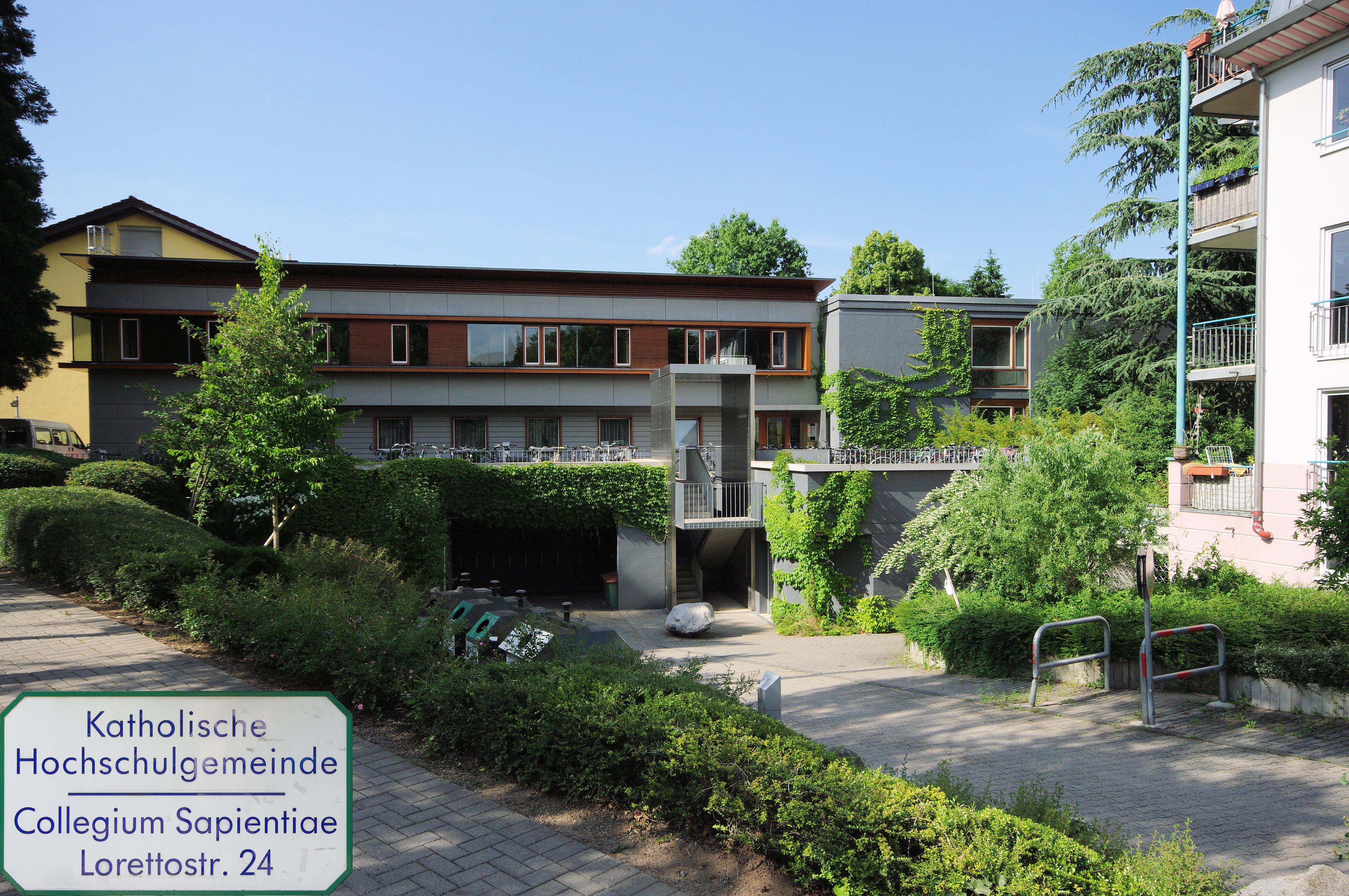
Eingangsbau von der Lorettostraße gesehen

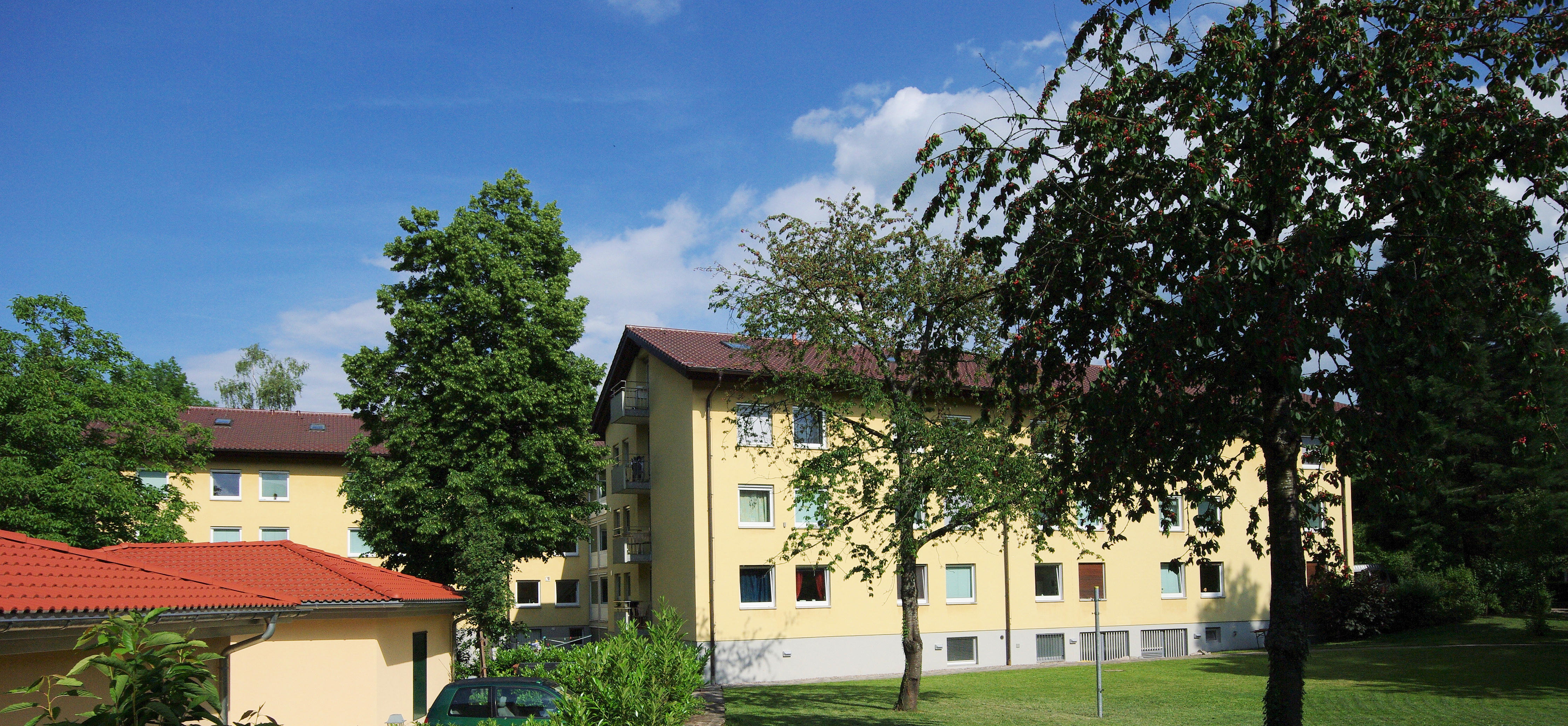
Dahinter liegendes Wohnheim

Im Jahr 1968 wurde auf Initiative des damaligen katholischen Studentenpfarrers Wolfgang Ruf in der Lorettostraße ein neues Studentenheim erbaut, das an die Tradition der „Alten Sapienz“ anknüpfen sollte und auch deren Namen offiziell übernahm. Das heutige Collegium Sapientiae (kurz: CS) bietet hundert Studenten der Albert-Ludwigs-Universität und der Musikhochschule eine Wohnmöglichkeit. Ferner ist dort das Büro der Katholischen Hochschulgemeinde untergebracht.
Im Wohnheim sind viele ausländische Studenten Teil der Gemeinschaft. Erd- als auch das Untergeschoss sind komplett barrierefrei.
Die Grundlage des heutigen Zusammenlebens ist das 2003 ratifizierte Wohnheimstatut. Der Träger des Wohnheims ist das Erzbistum Freiburg.
Angebunden ist das Wohnheim über die Haltestelle Weddigenstraße der Straßenbahnlinie 4 und die Haltestelle Reiterstraße der Linien 4 und 5. Am Lorettobad besteht eine Station des Fahrradverleihsystems Frelo. Der FR 8 verläuft unmittelbar vor dem Gebäude entlang der Lorettostraße.